# Wake of Death - Scia di morte
Wake of Death - Scia di morte (Wake of Death) è un film del 2004 diretto da Philippe Martinez con Jean-Claude Van Damme.
Inizialmente il regista era Ringo Lam ma abbandonò il progetto dopo alcune settimane di riprese in Canada.
In Francia è stato distribuito nei cinema, mentre in America ha avuto una distribuzione direct-to-video, ed è stato vietato ai minori di 17 anni (divieto: R, restricted) dalla MPAA.

## Trama
Dopo essere stato un gangster per molti anni, Ben Archer lascia Marsiglia e decide di andare a Los Angeles per passare più tempo con sua moglie Cynthia e suo figlio Nicholas.
Cynthia è un assistente sociale dell'INS, che si occupa dell'immigrazione cinese illegale. Kim è una giovane ragazza a bordo di una nave piena di immigrati. Cynthia decide di portarla a casa sua per la notte, e convince un giudice che la ragazza è in grave pericolo se deportata, quindi riesce ad ottenere una settimana di tempo per risolvere il suo caso.
Ma il padre di Kim, Sun Quan, è un componente della Mafia cinese. Una volta che Sun Quan scopre dov'è la figlia, uccide Cynthia e i suoi genitori adottivi nel ristorante in cui stavano pranzando. Dopo una sparatoria con alcuni membri della Triade, Ben trova la moglie brutalmente assassinata, mentre suo figlio Nicholas e Kim sono scomparsi.
Ben si reca da Max, zio di Cynthia nonché gangster francese, perché Nicholas e Kim sono fuggiti lì. Ben vuole vendicare la moglie, e si avvale dell'aiuto di Max, Raymond, guardia del corpo di Max, e Tony, un amico che Ben considera come un fratello.
Ben uccide Andy Wang, che ha visto allontanarsi dalla scena del delitto della moglie. La mattina dopo, grazie ad un poliziotto che si occupa dell'omicidio di Andy Wang, Ben scopre che Mac Hoggins, collega di Cynthia nella INS, era presente nell'indagine, completamente fuori dal suo campo. Ben e suoi quindi catturano Hoggins e lo torturano per avere delle risposte. Il poliziotto che gli ha dato la soffiata su Hoggins chiede a Ben di raggiungerlo all'obitorio.
Quando Ben arriva alla camera mortuaria, trova il poliziotto ucciso e dopo un inseguimento in moto, Ben si sbarazza degli assassini. Torna a casa di Max con Tony, ma al suo arrivo, ci sono due SUV con Kim e Nicholas appena rapiti, mentre Tony salta fuori e corre dentro la casa, Ben dà la caccia ai rapitori e riesce a recuperare solo Kim. Ben torna alla casa di Max, dove apprende che Max e Raymond sono stati uccisi. Poi, Ben e Tony decidono di occuparsi di Sun Quan, con le informazioni fornitegli da Hoggins.
Quindi si dirigono alla sua barca Katrina, che viene utilizzata per le operazioni di eroina. Dopo feroci lotte, Ben e Sun Quan si trovano faccia a faccia e si sparano a vicenda: Ben viene colpito alla spalla mentre Sun Quan viene ferito a morte.